# Wednesbury
Wednesbury est une ville anglaise, située dans le district métropolitain de Sandwell, dans les Midlands de l'Ouest. Au moment du recensement de 2001, elle comptait 24 337 habitants.

## Personnalités liées à la commune
- Kathleen Garman, membre du Bloomsbury Group.